# 酵母聚糖
酵母聚糖是一种葡萄糖为单元，之间以β-1,3-糖苷键相连起来葡聚糖。该物质可以结合在Toll样受体2上，并可以与蛋白质组成复合体。酵母聚糖可以从酵母细胞壁中制备得到。